# Călușeri
Călușeri (węg. Székelykál) – wieś w Rumunii, w okręgu Marusza, w gminie Ernei. W 2011 roku liczyła 627 mieszkańców.